# Austrognatharia homunculus
Austrognatharia homunculus är en djurart som tillhör fylumet käkmaskar, och som beskrevs av Wolfgang Sterrer 1991. Austrognatharia homunculus ingår i släktet Austrognatharia och familjen Austrognathiidae. Inga underarter finns listade i Catalogue of Life.